# 高坂昌定
高坂 昌定（こうさか まささだ、生没年不詳）は、信濃国海津城主であった武田家臣高坂昌信（春日虎綱）の三男。通称は源三郎（勝五郎という説もあり）。
天正10年（1582年）海津城が落城した後、越後国に逃れて小幡光盛を頼り、その後信濃国下伊那天竜川辺に蟄居した。子の高坂昌国は、保科正之に300石で仕えたという。